# Antonio Alexandre Bispo

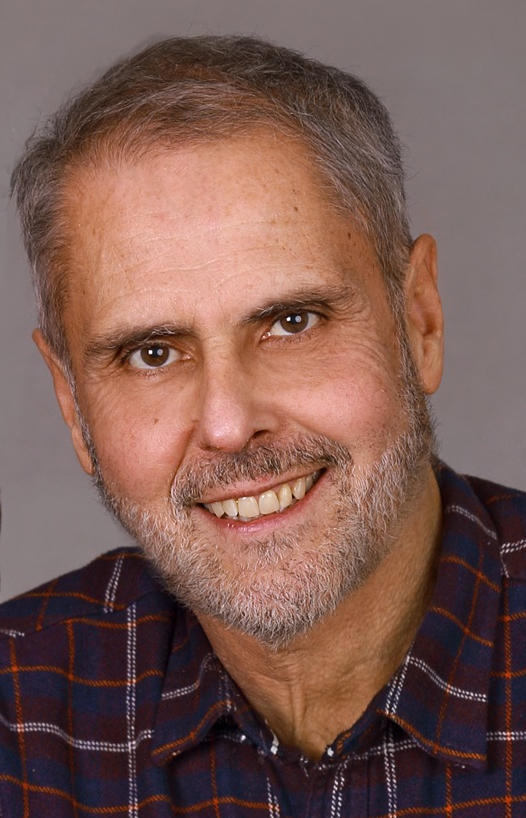
Antonio Alexandre Bispo (2018)

Antonio Alexandre Bispo (* 17. März 1949 in Brasilien) ist ein brasilianischer Kultur- und Musikwissenschaftler und Hochschulprofessor. Er lebt seit 1974 in Deutschland. Außerdem wirkte er als Vorsitzender des Instituts für Studien der Musikkultur des portugiesischen Sprachraumes (e.V. 1985) mit dessen Akademie für Kultur- und Wissenschaftswissenschaft.

## Leben und Wirken

### Ausbildung und Studium
Bispo ist der Sohn von Antonio Bispo (1923–2006) und Ermelinda do Rego (1927–2018), seine Familie ist portugiesischer Herkunft.  Er besuchte zunächst ein Gymnasium, ab 1964 das Colégio Bandeirantes (eine Oberschule naturwissenschaftlicher und technischer Ausrichtung) und ab 1967 eine staatliche Modellschule.
Von 1955 bis 1960 erhielt Bispo Klavier- und Theorieunterricht bei der polnischen Pianistin Palmira Santarski und dem Musiktheoretiker Antonio Carlos Ribeiro und trat 1959 trat ins Musikkonservatorium Oswaldo Cruz ein, wo er beim Komponisten und Dirigenten Andrelino Vieira Unterricht erhielt. 1966 schloss er das Konservatorium mit dem Musiklehrerdiplom ab. Seine Abschlussarbeiten galten der Problematik des Nationalen und des Universellen in der Musik sowie in Volkskunde den azorianischen Traditionen der Anbetung des Heiligen Geistes in Brasilien.
Von 1968 bis 1972 studierte er Architektur, Geschichtswissenschaft und Geographie an der Universität São Paul sowie Komposition, Dirigieren und Musikerziehung an der Fakultät des Musikinstituts São Paulo (IMSP). Er schloss seine Studien als Diplom-Architekt sowie mit der Lizenziatur in Musikerziehung und Bachelor in Komposition und Dirigieren ab. Er nahm außerdem an den Internationalen Musikkursen von Paraná im Rahmen des Musikfestivals von Curitiba teil.
1966 initiierte Bispo mit Dozenten und Absolventen von Konservatorien eine Bewegung zur Erneuerung der Kultur- und Musikstudien sowie von Ansichten und Praxis der Kulturdiffusion, an der Intellektuelle, junge Musiker anderer Institutionen sowie Studenten und Dozenten der Universität São Paulo mitwirkten und die 1968 zur Gründung der Gesellschaft Nova Difusão führte. Sie verfolgte das Ziel, Denk- und Sichtweisen zu verbreiten, die Grenzen zwischen Kunst-, Volks- und Popularmusik in Theorie und Praxis und den entsprechenden Fachbereichen sowie von sozialen Sphären und Normen durch eine Orientierung der Aufmerksamkeit auf Prozesse zu überwinden und damit zu einer Änderung von mentalen und psychischen Dispositionen im Sinne transkultureller Einstellung beizutragen. Die Aktivisten suchten diese Ziele in Konzerten und Happenings voranzutreiben, die Visuelle Künste, Architektur, Theater und Bewegung einbezogen und dadurch Erneuerungstendenzen u. a. in der Theaterproduktion und im zeitgenössischen Tanz entsprachen. In diesem Rahmen wurde das erste Zentrum für musikwissenschaftliche Studien Brasiliens errichtet, das die Entwicklung einer kulturwissenschaftlich bzw. transkulturell orientierten Nova Musicologia anstrebte.
1969 spezialisierte sich Bispo in Volkskunde (Folklore) am Museu de Artes e Técnicas Populares (Museu de Folclore) der Brasilianischen Gesellschaft für Folklore, und wurde der Assistent von dessen Leiter Rossini Tavares de Lima (1915–1987). Als Mitarbeiter des Museums und Dozent wirkte er in der Ausbildung von Volkskundlern sowie in Forschungsprojekten und Veranstaltungen der Brasilianischen Gesellschaft für Volkskunde mit. In Zusammenarbeit mit der Fakultät für Architektur der Universität São Paulo lenkte er die Aufmerksamkeit der empirischen Forschung im Sinne einer prozessorientierten Kulturwissenschaft auf Kulturprozesse in der Metropole und in urbanen Kontexten des Hinterlandes. Mit ihm und Julieta de Andrade († 2018) führte er die Alltagskulturforschung in der Ausbildung von Volkskundlern ein. Er wirkte bei der Debatte um Erneuerung der Auffassungen der Volkskunde als Erfordernis der von der Massenkommunikation geprägten Gesellschaft mit dem eigenen Ansatz prozessorientierter Forschung mit, die die Trennungen zwischen „echter“ Volksmusik und Popularmusik durchlässig machte.

### Musikalische Aktivitäten
1967 begann seine Zusammenarbeit mit Paulo Affonso de Moura Ferreira (1940–1999), der sich der Verbreitung zeitgenössischer Musik in Brasilien widmete. Bispo wirkte bei Konzerten und Vorträgen am Museum Zeitgenössischer Kunst der Universität São Paulo (Museu de Arte Contemporânea) sowie am Theater Anchieta/SESC und an Musikhochschulen mit, bei denen Werke der Avantgarde uraufgeführt wurden.
Als Vorsitzender der Nova Difusão initiierte und leitete er zusammen mit Olivier Toni (1926–2017) 1969 das Barock-Festival in São Paulo, das mit Unterstützung des Kulturamtes São Paulo und in Zusammenarbeit mit der Fakultät für Geschichte der Universität São Paulo neue Ansätze für die Auseinandersetzung mit dem Barock und der Kolonialmusik zur Diskussion stellte. Im selben Jahr leitete er mit Unterstützung des Kulturamtes von São Paulo das urbanologisch orientierte Herbstfestival in Institutionen, auf Plätzen und in Stadtvierteln São Paulos.
Ab 1969 wirkte Bispo im Ensemble Paraphernália für alte Musik als Cembalist und Spieler alter Blasinstrumente, das in zahlreichen Konzerten in São Paulo, in Städten des Hinterlandes und in anderen Bundesstaaten Brasiliens auftrat. Damit näherte er sich dem Kreis der Pró Arte, deren freiem Musikseminar und dem Grêmio Bela Bartók.  Er wirkte u. a. bei der Veranstaltungsreihe Präsenz von São Paulo in Brasilia mit, bei Konzerten am Museu de Arte von São Paulo, in verschiedenen Fakultäten und Fernsehprogrammen. Die Studien und die praktische Auseinandersetzung mit alten Musikinstrumenten bedeuteten den Beginn der kulturwissenschaftlichen Beschäftigung mit der Organologie und der sozial- und kulturwissenschaftlich orientierten Aufführungspraxis, was die bisherigen Auffassungen über die Klassifikation von Musikinstrumente in Frage stellte und später die wissenschaftliche Diskussion in Deutschland prägen sollte.
1971 wirkte er in der vom Kulturtheoretiker Rogério Duprat (1932–2006) entworfenen Bühnen-Show Build Up mit, die sich als ein Lehrstück für Massenkommunikation in der Konsumgesellschaft verstand und unter Teilnahme mehrerer brasilianischer Popularmusiker die Konstruktion eines Stars, nämlich der Rocksängerin Rita Lee (1947–2023), verwirklichen wollte.

### Lehrtätigkeit
Nach Abschluss des Konservatoriums erteilte Bispo ab 1969 Musikunterricht. Von 1970 bis 1973 leitete er das Konservatorium Jardim América in Sāo Paulo, das zum Sitz des Zentrums für musikwissenschaftliche Studien der Gesellschaft Nova Difusão wurde und dem staatlichen Amt für Kunstausbildung unterstellt war. Zugleich unterrichtete er an der Escola Higienópolis/Pädagogischen Gesellschaft Rudolf Steiner (Waldorf-Schule), wo er unter anderem auch in Zusammenarbeit mit Institutionen und Musikforschern in Deutschland Studien zu wenig bekannten anthroposophischen Komponisten durchführte.
1971 wurde er Dozent für Zeitgenössische Musik bei der Stiftung für Künste von São Caetano do Sul und wirkte bei der Veranstaltung für progressive Kunst „Arte prá Frente“ und der Kulturarbeit in einer von Industriearbeitern geprägter Gesellschaft der ABC-Städte mit. Ab 1972 unterrichtete er am Konservatorium Ernesto Nazareth Musikgeschichte und Volkskunde, wo er sich für die Alltagsmusikforschung in Arbeitervierteln der Ost-Zone der Metropole einsetzte und eine Auseinandersetzung mit der Geschichte der verschiedenen Migrantengruppen dieser Viertel vertrat. Außerdem unterrichtete er Volkskunde an der Musikschule Magdalena Tagliaferro. Forschungsreisen unternahm er unter anderem an die Ostküste Brasiliens als Vertreter des Museum für Volkskunde São Paulos und des Zentrums für musikwissenschaftliche Studien ND (1971) und nach Südbrasilien (1972).
1972 wurde er Dozent und später Professor für den Fachbereich Ethnomusikologie und Ästhetik der Fakultät für Musik und Musikerziehung des Musikinstituts von São Paulo. Unter anderem gründete Bispo an der Hochschule ein Forschungszentrum für Musikgeschichte und für Musikalische Aufführungspraxis mit sozial- und kulturwissenschaftlicher Orientierung und errichtete einen Chor und ein Orchester für die Aufführung von Werken von Komponisten marginalisierter Gruppen.
Bispo war von 1977 bis 1982 Dozent an der Rheinischen Musikschule/Konservatorium der Stadt Köln. Von 1982 bis 1984 leitete er die Musikschule der Stadt Leichlingen und war Leiter des Leichlinger Forums für kulturwissenschaftlich orientierte Musikpädagogik.
1976 wurde er von Johannes Overath eingeladen, die musikethnologische Sektion des zu gründenden Instituts für hymnologische und musikethnologische Studien in Köln mit Arbeitsstelle in Maria Laach zu übernehmen, das von der Päpstlichen Organisation für Kirchenmusik eingerichtet werden sollte. Im Jahr 1979 wurde er an der philosophischen Fakultät der Universität zu Köln promoviert und beendete mit der Übernahme der musikethnologischen Stelle seine Lehrtätigkeit in Brasilien. In Köln habilitierte er sich 1997 an der philosophischen Fakultät, seine Ernennung zum außerplanmäßigen Professor erfolgte 2005.
Bispo hielt außerdem Lehrveranstaltungen am Päpstlichen Institut für Kirchenmusik (1985, 1987), an der Universität Urbaniana (1991), der Universität Lissabon, der Universität Coimbra (1997) und an der Universität Bonn.

### Weitere Tätigkeiten
Bispo gründete 1968 die Gesellschaft Nova Difusão (ND, deutsch: Neue Diffusion) für die Verbreitung von prozessorientierten Denk- und Sichtweisen, die der Erneuerung der Kultur- und Musikstudien durch die Überwindung von Grenzen zwischen ethnischen, sozialen und kulturellen Sphären dienten, sowie deren Zentrum für Forschungen in Musikologie (Centro de Pesquisas em Musicologia). Er war der Initiator der sozial- und kulturwissenschaftlich orientierten Urbanologie/metropolitanen Studien und Musikforschung. Dieses Anliegen suchte er in internationalen Dialogen weiterzuentwickeln und zu verbreiten und kam mit diesem Ziel als Stipendiat des Deutschen Akademischen Austauschdienstes DAAD (1974–1979) nach Deutschland.
1981 gründete er die Brasilianische Gesellschaft für Musikwissenschaft (Sociedade Brasileira de Musicologia SBM), deren wissenschaftlichem Rat er seitdem vorstand. Er ist zudem Leiter internationaler Projekte, die u. a. vom Internationalen Musikrat vom Auswärtigen Amt der Bundesrepublik Deutschland, von den Brasilianischen Außen- und Kulturministerien, vom Kultursekretariat des Staates São Paulo, vom Kulturamt der Stadt São Paulo, von der brasilianischen und der portugiesischen Botschaft in Deutschland, von der Stadt Köln, der Nationalen Kommission der Portugiesischen Entdeckungen (Comissão Nacional dos Descobrimentos Portugueses)  der Deutschen Welle und von Stiftungen und Universitäten unterstützt wurden. Er vertritt bei diesem Projekt den transkulturellen Ansatz in der Kultur- und Musikforschung in globalen Zusammenhängen und die von ihm als Mitarbeiter des Volkskunde-Museums São Paulo (Museu de Artes e Técnicas Populares) in den 1960er Jahren mit entwickelten Alltagsmusikkulturforschung.
Seit 2009 leitet er Studienzyklen und Debatten der Akademie für Kultur- und Wissenschaftswissenschaft in multilateralen Beziehungen, die verschiedene Weltregionen betreffen und deren Berichte in der von ihm herausgegebenen Revista Brasil-Europa/Correspondência Euro-Brasileira veröffentlicht werden.

## Schwerpunkte in Lehre und Forschung
Bispo vertritt eine prozessorientierte, transdisziplinäre Kultur- und Musikforschung, die von Studien der Forschung selbst und deren Netzwerke begleitet werden soll (science of science). Er widmet sich der Analyse von Kulturprozessen in globalen Zusammenhängen unter besonderer Berücksichtigung von Architektur und Musik. Sein besonderes Interesse gilt den Beziehungen zwischen Musik und Urbanistik, von Kultur, Umwelt und Tierrechten, von Visueller Kommunikation, Musik und Kulturanalyse, gruppenbezogener Musikkulturforschung, metropolitanen Kulturprozessen, Ethnomusikologie und Musikarchäologie, indigenen Kulturen sowie queer-studies.

## Weitere Projekte, Tagungen und Symposien

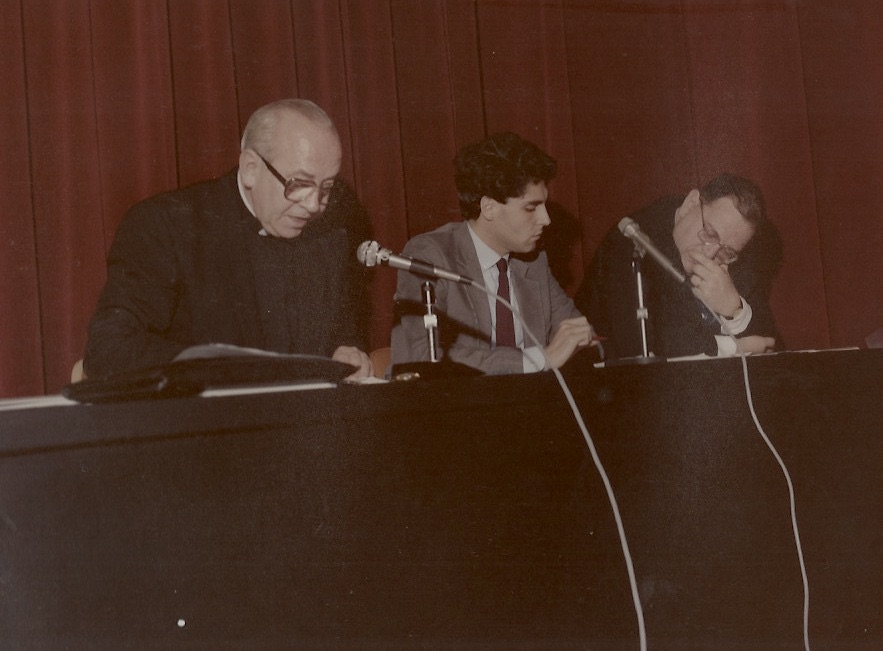
Internationales Symposium in São Paulo, 30. September 1981 J.Overath, A. Bispo, R. Schnorrenberg.

1979 wirkte Bispo mit einer Studie zu Auffassungen der Négritude und Authentizität vor dem Hintergrund der Missionsgeschichte Afrikas am VII. Internationalen Kongress für Kirchenmusik in Bonn mit. Um als notwendig erachtete Korrekturen von Theologen und Musikethnologen hinsichtlich Traditionen Lateinamerikas einzuleiten, konzipierte er als Consiliarius zusammen mit brasilianischen Kulturforschern ausgehend von seiner Dissertation die Durchführung von internationalen kultur- und religionswissenschaftlichen Symposien, die abwechselnd in Brasilien (1981, 1992, 2002) und Deutschland (1989, 1999) stattfanden, bei denen seine Thesen und Ansätze unter verschiedenen Aspekten diskutiert werden sollten.
Als Leiter der Leichinger Musikschule (1982–1984) organisierte er zusammen mit dem Leichinger Musikforum die erste deutsch-brasilianische Musikwoche im Jahr 1981, die deutsch-französische und die deutsch-amerikanische Musikwoche zum Jahr großer europäischer Komponisten im Jahr 1982 sowie die Veranstaltung zum 300. Jahr deutscher Einwanderung in Amerika im Jahr 1983.
1985 nahm er an Symposien der Europäischen Gemeinschaften und des Instrumentenmuseums in Brüssel über wechselseitige Einflüsse zwischen Europa und Lateinamerika vom 16. bis zum 18. Jahrhundert teil.
1984 wurde Bispo von Barry S. Brook (1918–1997) zur Mitwirkung am Projekt Music in the Life of Man (MLM) des Internationalen Musikrates eingeladen und bei dem Regionaltreffen für Lateinamerika in Mexiko-Stadt 1985 mit der Untersuchung von Prozessen zwischen Europa und Lateinamerika sowie der Profilerstellung Brasiliens beauftragt. Zugleich organisierte er das Regionaltreffen des Projekts MLM des Internationalen Musikrates 1987 in São Paulo. Er leitete u.a. euro-brasilianische Studien zum Carlos Gomes-Jahr 1986, zum Villa Lobos-Jahr 1987 sowie zur Klassik im Sinne des kulturwissenschaftlichen Ansatzes im Mozart-Jahr 1991.
Als Vorsitzender des wissenschaftlichem Kuratoriums der SBM initiierte und leitete er den I. und den II. Brasilianischen Kongress für Musikwissenschaft, die in São Paulo (1987) und in Rio de Janeiro (1992) stattfanden.

## Institut für Studien der Musikkultur des portugiesischen Sprachraumes (ISMPS)

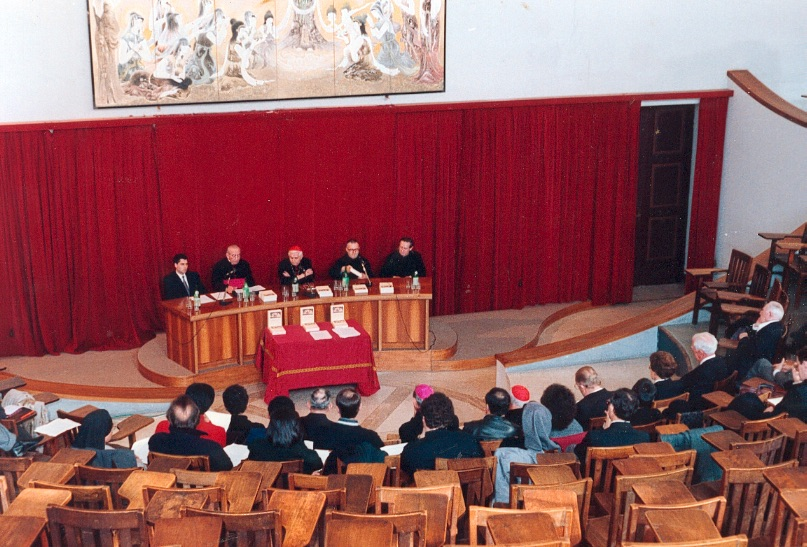
Werkpräsentation und Vortrag. Universität Urbaniana, Rom. 12. Januar 1991. Vorsitz J. Kardinal Ratzinger

Im Europäischen Jahr der Musik 1985 gründete er das Institut für Studien der Musikkultur des portugiesischen Sprachraumes (ISMPS), das das 1968 errichtete Zentrum für musikwissenschaftliche Studien der Gesellschaft Nova Difusão zu einer juristischen Person deutschen Rechts umformte und als gemeinnützig anerkannt wurde. Die dem Institut angeschlossene Akademie für Kultur- und Wissenschaftswissenschaft aktualisiert auf internationaler Ebene die 1968 in São Paulo gegründete Gesellschaft Nova Difusão. Das Institut sollte vor allem die bevorstehenden 500-Jahr-Gedenken wichtiger Ereignisse der Entdeckungsgeschichte in den 1980er und 1990er Jahren wissenschaftlich begleiten.
Zu den Tätigkeiten des Institutes gehörten unter anderem Studienzyklen in Portugal und Madeira sowie zu Afrika unter den veränderten politischen Entwicklungen. Das Institut veranstaltete 1989 die erste Tagung zu Kultur und Musik der portugiesischsprachigen Migration in Europa und in Nordamerika mit Unterstützung des Kulturamtes der Stadt Köln. Die Ergebnisse seiner empirischen und quellenkritischen Forschungen wurden 1989 in der Abtei Maria Laach und 1991 in einer akademischen Sondersitzung an der Päpstlichen Universität Urbaniana in Rom unter dem Vorsitz von Joseph Kardinal Ratzinger vorgestellt.
Unter seinen Tätigkeiten als Leiter des ISMPS hoben sich die Studien- und Kontaktreisen hervor, die das Institut zum Anlass der Übergabe von Hongkong und Macau an China 1996 durchführte. Neben Erhebung historischer Quellen in Archiven wurden Besprechungen mit lokalen Institutionen und Forschern zu Projekten der Weiterführung internationaler Kooperationen geführt. Sie lieferten die Grundlagen zur Realisierung eines internationalen Symposiums zu den Beziehungen zwischen West und Ost in Kultur- und Musikforschung, das 1998 mit Unterstützung des China-Zentrums St. Augustin, portugiesischer Stiftungen und Universitäten in Lagos und Guimarães stattfand.
1998 organisierte Bispo als Leiter des ISMPS zum Anlass des Vasco-da-Gama-Jahres und mit Unterstützung der Nationalen Kommission für Entdeckungen Portugals und der Entdeckungskommission der Stadt Lagos sowie der Universitäten Lissabon, Coimbra und Évora das internationale Kolloquium Anthropos ludens in Brasilien, das das Bild des musizierenden Menschen in der Zeichensprache tradierter Kult- und Festpraktiken und die Bedeutung der Ludik zum Thema hatte. Auf der Grundlage seiner vorhergehenden Studien in Brasilien und Portugal standen das Bild und die Kultpraktiken des hl. Gundizalvus von Amarante, der in Brasilien als Vorbild der Gitarrenspieler gilt, im Mittelpunkt des Kolloquiums. In der paradigmatischen Gestalt dieses Heiligen sollten die Thesen über das Vorhandensein intrinsischer Auffassungen vom Menschen in der Bildersprache tradierter Kult- und Festpraktiken diskutiert werden. Im Mittelpunkt der Debatte stand das Verhältnis einer tradierten Wissenschaft, die diesen ludischen Darstellungen zugrundelidbdn, zu der Kulturwissenschaft.
1998 hat Bispo in Köln die Arbeitsstätte Brasil-Europa der Akademie für Kultur- und Wissenschaft des ISMPS errichtet, bei deren Eröffnung unter der Schirmherrschaft der Brasilianischen Botschaft er die Bedeutung der Grundlagenforschung für Studien von Kulturprozessen in grenzüberschreitenden Kontexten ins Bewusstsein hob. In der Akademie Brasil-Europa sollten die wissenschaftlichen Arbeiten zum Anlass des 500-Jahr-Gedenkens der Entdeckung Brasiliens vorbereitet werden. Die Kommemoration der 500 Jahre Brasiliens wurde von Vorträgen, Konzerten und Kolloquien vorbereitet und von deutschen, portugiesischen und brasilianischen Universitäten und Kulturinstitutionen sowie von der Stadt Köln unterstützt. 1999 initiierte und leitete er den Internationalen Kongress Musik und Visionen, der von der Deutschen Welle und der Brasilianischen Botschaft mit Unterstützung der Stadt Köln realisiert wurde und ein Triennium wissenschaftlicher Tagungen in Deutschland und Brasilien eröffnete. Zu diesen zählten die Kolloquien 'Brasil 2001, Bach und Villa-Lobos zum J.S.Bach- und Albert Schweitzer-Jahr, zu der Klangwelt indigener Musikkulturen und zu den europäischen Dimensionen portugiesischer Musikkultur.
Von 2002 bis 2004 führte er urbanologische Studien in mehreren Städten Europas und Mittelamerikas im Rahmen des ISMPS-Projekts „Poetik der Urbanität“ durch. Sie dienten der Vorbereitung des internationalen Kolloquiums interkultureller Studien zum 450-Jahr-Gedenken der Gründung der Stadt São Paulo, das zusammen mit dem Musikwissenschaftlichen Institut der Universität Bonn, dem Kulturamt der Stadt São Paulo, dem Kulturzentrum und der Akademie für Literatur São Paulos in São Paulo und Rio de Janeiro stattfand. Bei einer abschließende Sitzung in der Brasilianischen Musikakademie in Rio de Janeiro wurden die Projekte zur Musikforschung in Rahmen der Beziehungen Brasilien-Europa besprochen.

## Auszeichnungen
- Preis der Universität Köln 1979
- Preis Clio für Geschichte der Akademie für Geschichte São Paulos 1980
- Ehrenmitgliedschaft der Brasilianischen Gesellschaft für Volkskunde 1981
- Ehrenmitgliedschaft des Ordem Nacional dos Bandeirantes 1981
- Korrespondierendes Mitglied der Akademie für Geschichte São Paulos 1981
- Ehrenteller der Stadt Leichlingen 1984
- Vatikanische Medaille. Consociatio Internationalis Musicae Sacrae 1998
- Preis Hermann Görgen. Deutsch-Brasilianische Gesellschaft 1999

## Publikationen (Auswahl)

### Als Autor
- Etnomusicologia.Faculdade de Música do Instituto Musical de São Paulo, São Paulo 1972
- et alii. Collectanea Musicae Sacrae Brasiliensis. (= Liber Annuarius Musices Aptatio) Jg. 1981. Urbaniana, Rom 1981.
- Grundlagen christlicher Musikkultur in der außereuropäischen Welt der Neuzeit: Der Raum des früheren portugiesischen Patronatsrechts. 2 Bände. (= Liber Annuarius Musices Aptatio). Jg. 1987/1988. Consociatio Internationalis Musicae Sacrae, Luthe, Rom, Köln 1988.
- Martin Braunwieser. Nova objetividade, humanismo clássico e as tradições musicais do Oriente e do Ocidente na Pedagogia e na criação artística. Contribuição ao estudo da influência austríaca e alemã na música do Brasil no século XX.(='Liber Annuarius Musices Aptatio') Jg. 1991. Consociatio Internationalis Musicae Sacrae, Luthe, Rom, Köln 1992.
- Christliche Musikanthropologie: Eine Einführung. (= Liber Annuarius Musices Aptatio. Jg. 1992/93. Consociatio Internationalis Musicae Sacrae, Luthe, Rom, Köln 1999.)
- Musik, Projekte und Perspektiven: Postkolonialismus/Kulturidentät/Immigration; Rural/Tribal; Memoria/Zukunft. Aus dem Internationalen Kongreß Euro-Brasilianischer Studien 2002 zum Abschluß des Trienniums interdisziplinärer Tagungen. Köln: ISMPS/ABE 2003.
- Typus und Anti-Typus: Analyse symbolischer Konfigurationen und Mechanismen zur Erschliessung neuer komparatistischer Grundlagen für den interreligiösen Dialog und den Dialog der Kulturen. Köln: ISMPS/ABE 2003.
- Poética da Urbanidade. Materiais para o Colóquio Internacional de Estudos Interculturais pelos 450 anos de São Paulo. Köln: ISMPS/ABE 2004.

### Als Herausgeber
- Leichlinger Musikforum. Jg. 1981. Kulturamt der Stadt Leichlingen, Leichlingen 1981. Die katholische Kirchenmusik in der Provinz São Paulo zur Zeit des brasilianischen Kaiserreiches (1822-1889). (= Heinrich Hüschen (Hrsg.), Kölner Beiträge zur Musikforschung 108). Gustav Bosse, Regensburg 1980.
- Leichlinger Musikforum. Jg. 1983. Kulturamt der Stadt Leichlingen, Leichlingen 1983.
- Boletim da Sociedade Brasileira de Musicologia. Band 1. SBM, São Paulo 1983.
- Boletim da Sociedade Brasileira de Musicologia. Band 2. São Paulo: SBM 1985.
- Boletim da Sociedade Brasileira de Musicologia. Band 3. São Paulo, FUNARTE, SBM 1986.
- Anais do Primeiro Congresso Brasileiro de Musicologia, São Paulo, 27 de janeiro a 1° de fevereiro de 1987, ano de comemorações do centenário de nascimento de Heitor Villa-Lobos (1887-1959). ISMPS, SBM, Köln, São Paulo 1991.
- Anais do Segundo Congresso Brasileiro de Musicologia. São Paulo 1992. Ano de Comemorações dos 500 Anos do Descobrimento da América. ISMPS und SBM, Köln, São Paulo 1993.
- Die Musikkulturen der Indianer Brasiliens. Band I. Ein Projekt durchgeführt mit Unterstützung durch das Auswärtige Amt der Bundesrepublik Deutschland. (= Liber Annuarius Musices Aptatio) Jg. 1994/95. Consociatio Internationalis Musicae Sacrae, Luthe, Rom, Köln 1995.
- Die Musikkulturen der Indianer Brasiliens. Band II. Ein Projekt durchgeführt mit Unterstützung durch das Auswärtige Amt der Bundesrepublik Deutschland. (= Liber Annuarius Musices Aptatio) Jg. 1996/97. Consociatio Internationalis Musicae Sacrae, Franz Schmitt, Rom, Siegburg 1997.
- Brasil-Europa 500 Jahre: Musik und Visionen. Bericht des Internationalen Kongresses. Köln, 3.-7. September 1999. Unter der Schirmherrschaft der Brasilianischen Botschaft. Akademie Brasil-Europa in Zusammenarbeit mit: Deutsche Welle, Musikwissenschaftliches Institut der Universität zu Köln. ISMPS/ABE, Köln 2000.
- Die Musikkulturen der Indianer Brasiliens. Band III. Ein Projekt durchgeführt mit Unterstützung durch das Auswärtige Amt der Bundesrepublik Deutschland. (= Liber Annuarius Musices Aptatio). Jg. 1998/99. Consociatio Internationalis Musicae Sacrae, Franz Schmitt, Rom, Siegburg 2000.
- Die Musikkulturen der Indianer Brasiliens. Band IV. Ein Projekt durchgeführt mit Unterstützung durch das Auswärtige Amt der Bundesrepublik Deutschland. (= Liber Annuarius Musices Aptatio). Jg. 2000/2001. Consociatio Internationalis Musicae Sacrae, Franz Schmitt, Rom, Siegburg 2001.